# مکنزی روسمان
مکنزی روسمان (انگلیسی: Mackenzie Rosman; ۲۸ دسامبر ۱۹۸۹) یک هنرپیشه اهل ایالات متحده آمریکا است. وی از سال ۱۹۹۶ میلادی تاکنون مشغول فعالیت بوده‌است.
شغل
در سال 1996، راسمن در نقش روتی کامدن در بهشت هفتم پس از احوالپرسی شخصی با هر یک از افراد حاضر در اتاق با دست دادن در طول تست بازیگری انتخاب شد. راسمن علاوه بر نقش خود در سریال تلویزیونی «آسمان هفتم»، در فیلم مستقل گیدئون با بازی کریستوفر لمبرت، چارلتون هستون و شلی وینترز ظاهر شد. او از چهار سالگی در تبلیغات تلویزیونی متعددی ظاهر شده است، از جمله تبلیغات پوشک توف و تبلیغات کفش نایک.
راسمن نقش لورلی را در فیلم The Tomb در سال 2009 که بر اساس "Ligeia" اثر ادگار آلن پو ساخته شده بود، در کنار وس بنتلی و کیتلین دابلدی بازی کرد. او همچنین نقش جیل را در فیلم ترسناک سال 2008، محو شدن گریه ها بازی کرد.
راسمن در چهار قسمت از درام نوجوانانه برندا همپتون، The Secret Life of the Teenager آمریکایی، با بازی Zoe، دانش آموزی در دبیرستان Grant که با ریکی می خوابد تا به آدریان به خاطر داشتن رابطه جنسی با دوست پسر زویی، مک می خوابد، ظاهر شد. در سال 2013 در فیلم ترسناک « زیر » در سال 2013 و در سال 2013 در فیلم تلویزیونی «کوسه شبح »همبازی شد. Rosman در سپتامبر 2013 برای مجله Maxim عکس گرفت.
زندگی خصوصی
روزمن خارج از بازیگری از گذراندن وقت با حیوانات لذت می برد. او اسب‌های زیادی دارد و یک استاد پرش مسابقه اسب‌سواری است و در مسابقات پرش اسب خود ، منتوس جونیور را بُرد!
Rosman یکی از حامیان فعال جمع آوری کمک های مالی برای بنیاد سیستیک فیبروزیس است و مایل است به مردم در مورد نیاز به اهدای عضو آموزش دهد. خواهر ناتنی مکنزی، کاتلین سالمونت، با فیبروز کیستیک زندگی می کرد و در اواخر سال 2005 تحت پیوند دوگانه ریه موفق قرار گرفت، پدرش رندی یک عضو را اهدا کرد. هر دو دختر در فیلم "20 نوجوانی که جهان را تغییر خواهند داد" از Teen People حضور داشتند. سریال «آسمان هفتم» اپیزود ویژه ای درباره فیبروز کیستیک با عنوان "Back in the Saddle" تولید کرد که سالمونت را در نقش خودش نشان می داد و Rosman و Salmont با هم سوار بر اسب شدند، همانطور که در خانه انجام می دادند. در سال 2005، سالمونت پس از پیوند، در بهشت هفتم (اپیزود با عنوان "X-Mas") دوباره ظاهر شد تا زندگی جدیدی را که به او داده شده بود توصیف کند. سالمونت بر اثر ذات الریه و فیبروز کیستیک در کریسمس 2008 درگذشت. روسمان همچنین از موسسه خیریه Childhelp Inc حمایت می کند و سفیر این سازمان است که به کودکان بدرفتار شدید کمک می کند. Rosman همچنین رئیس افتخاری سازمان ملّی CureFinders است.
رسمن در اواخر ماه مه 2007 از دبیرستان والنسیا فارغ التحصیل شد.